# Притчи графа Диффузора
«Притчи графа Диффузора» — «доисторический» магнитоальбом группы «Аквариум». Альбом был выпущен на CD в 2001 году в составе сборника «Доисторический Аквариум».

## История
О дате записи до сих пор не существует единого мнения. На задней стороне обложки альбома, выпущенной фирмой Триарий, написано: «Записано летом 1974 года в ЛГУ на факультете ПМ и ПУ». На официальном сайте и в Справочнике Павла Северова в качестве времени записи  значится 1975 год. Но тогдашний звукорежиссёр группы — Армен «Марат» Айрапетян в качестве наиболее вероятной даты называет весну 1975 года. В 1974 году в «Аквариуме» помимо Бориса Гребенщикова и Анатолия Гуницкого уже играли Андрей «Дюша» Романов и Михаил «Фан» Файнштейн.
На момент записи «Притчей» в Аквариуме была очень сложная ситуация. Летом 1974 года от нечего делать аквариумской компанией был придуман собственный театр, в котором все писали пьесы и все их тут же ставили, в основном на ступенях Инженерного замка. Осенью 1974 года театр переехал к Борису на факультет прикладной математики ЛГУ, был приглашён профессиональный режиссёр Эрик Горошевский. На премьере спектакля по пьесе А. Гуницкого «На берегу реки» появились иностранные журналисты, и далее, в результате доноса, «Аквариум» лишили репетиционного помещения. Поэтому группа занялась театром вплотную, пока перед её участниками не встал выбор: или театр, или музыка. Анатолий Гуницкий сделал окончательный выбор в пользу театра, он оставил медицинский институт и стал студентом-театроведом.
У Бориса Гребенщикова в январе 1975 года умирает отец. Следствием горя в семье, трудностей в театре и в «Аквариуме» становится болезнь БГ, которая длится полтора месяца. За это время БГ окончательно решил сделать выбор в пользу музыки и «Аквариума». И он решает создать полноценный музыкальный альбом группы.
Приблизительно в феврале-марте 1975 года «Аквариум» собрался на факультете — там, где они прежде репетировали, — и начал записывать новые песни. Запись производилась при помощи одного магнитофона и двух микрофонов.
Музыка «Притчей» создавалась под сильнейшим влиянием творчества Марка Болана и Tyrannosaurus Rex. В то время в руки БГ попал альбом A Beard of Stars — Болана Гребенщиков любил уже довольно давно, но после этого диска любовь к его музыке перешла всякие границы, что и сказалось на музыкальном материале «Притчей».

## Участники записи
- «Аквариум»:
  - Б. Г. — голос, гитары, губная гармошка
  - Михаил Файнштейн — бас-гитара, перкуссия
  - Андрей Романов — клавишные, флейта (её Дюша взял в руки впервые за неделю до записи)
- Звукорежиссёр
  - Марат (Армен) Айрапетян

## Список композиций
Автор музыки и слов ко всем песням — Борис Гребенщиков, кроме специально отмеченных
1. Граф Диффузор (2:59)
2. Сана (2:10)
3. Другая (2:47)
4. Она (0:59) (М.Файнштейн) — инструментал
5. Время любви пришло (3:22)
6. На дороге (1:01) (Б. Гребенщиков, А. Романов, М. Файнштейн) — инструментал
7. Мозговые рыбаки (4:02)
8. Мой муравей (3:07) (Б. Гребенщиков — А. Гуницкий)
9. Остров Сент-Джорджа (2:08)
10. Проснись (2:08)
11. Он (1:42) (М. Файнштейн) — инструментал
12. Стань поп-звездой (2:29)
13. Боги (3:14)
14. Без имени (2:07) (Б. Гребенщиков, А. Романов, М. Файнштейн) — инструментал
15. Манежный блюз (0:57)
16. Бег (2:48)
17. Хвала Шри-Кришне (2:36)
18. Прощание с «Аббатской дорогой» (4:55)

## Факты из истории создания
- Песня «Мой муравей» вышла позднее на альбоме «Треугольник» в 1981 году, а песня «Время любви пришло» была перезаписана в 1997 году для альбома «Гиперборея». Впрочем, там она была представлена только первой половиной текста.